# Imabari
Imabari (jap. 今治市 Imabari-shi) – miasto w Japonii, w prefekturze Ehime, na wyspie Sikoku, nad Morzem Wewnętrznym.

## Położenie
Miasto leży na północy prefektury nad morzem. Graniczy z:
- Matsuyama
- Saijō
- Tōon

## Historia
Obszar, na którym położone jest Imabari, od dawna jest punktem strategicznym dla kontroli Morza Wewnętrznego. W rezultacie był kontrolowany przez różne siły w okresie konfliktów. Oficjalnie prawa miejskie uzyskało 11 lutego 1920 roku, po połączeniu z wioską Hiyoshi. Teren miasta był powiększany kilkukrotnie:
- 11 lutego 1933 roku o wioskę Chikami (z powiatu Ochi),
- 1 stycznia 1940 roku o wioskę Tachibana (z powiatu Ochi),
- 1 lutego 1955 roku o miejscowości Sakurai, Hashihama oraz wioski Tomita, Shimizu, Hidaka i Noma (z powiatu Ochi),
- 1 sierpnia 1955 roku o część miejscowości Yoshiumi (wyspa Umashima) (z powiatu Ochi),
- 1 maja 1960 roku o część miejscowości Namikata (z powiatu Ochi),
- 16 stycznia 2005 roku do miasta zostały przyłączone miejscowości Hakata, Kamiura, Kikuma, Miyakubo, Namikata, Ōmishima, Ōnishi, Tamagawa i Yoshiumi oraz wsie Asakura i Sekizen, wszystkie z powiatu Ochi. W rezultacie w prefekturze Ehime nie ma już wiosek.

## Przemysł
Miasto jest ośrodkiem przemysłu włókienniczego, stoczniowego, spożywczego oraz drzewnego.

## Populacja
Zmiany w populacji Imabari w latach 1970–2015:
| Rok  | Populacja |
| ---- | --------- |
| 1970 | 189 918   |
| 1975 | 196 817   |
| 1980 | 197 818   |
| 1985 | 197 774   |
| 1990 | 191 504   |
| 1995 | 185 435   |
| 2000 | 180 627   |
| 2005 | 173 983   |
| 2010 | 166 532   |
| 2015 | 158 114   |

## Miasta partnerskie
- Stany Zjednoczone: Lakeland
- Panama: Panama